# Museum Heiden
Il Museum Heiden ("Museo di Heiden"), è un museo a Heiden. La sua collezione è classificata dal governo svizzero come bene culturale di importanza regionale.

## Storia
La fondazione del museo risale agli anni 1870 ed è stato ampliato nel 1988.

## Caratteristiche

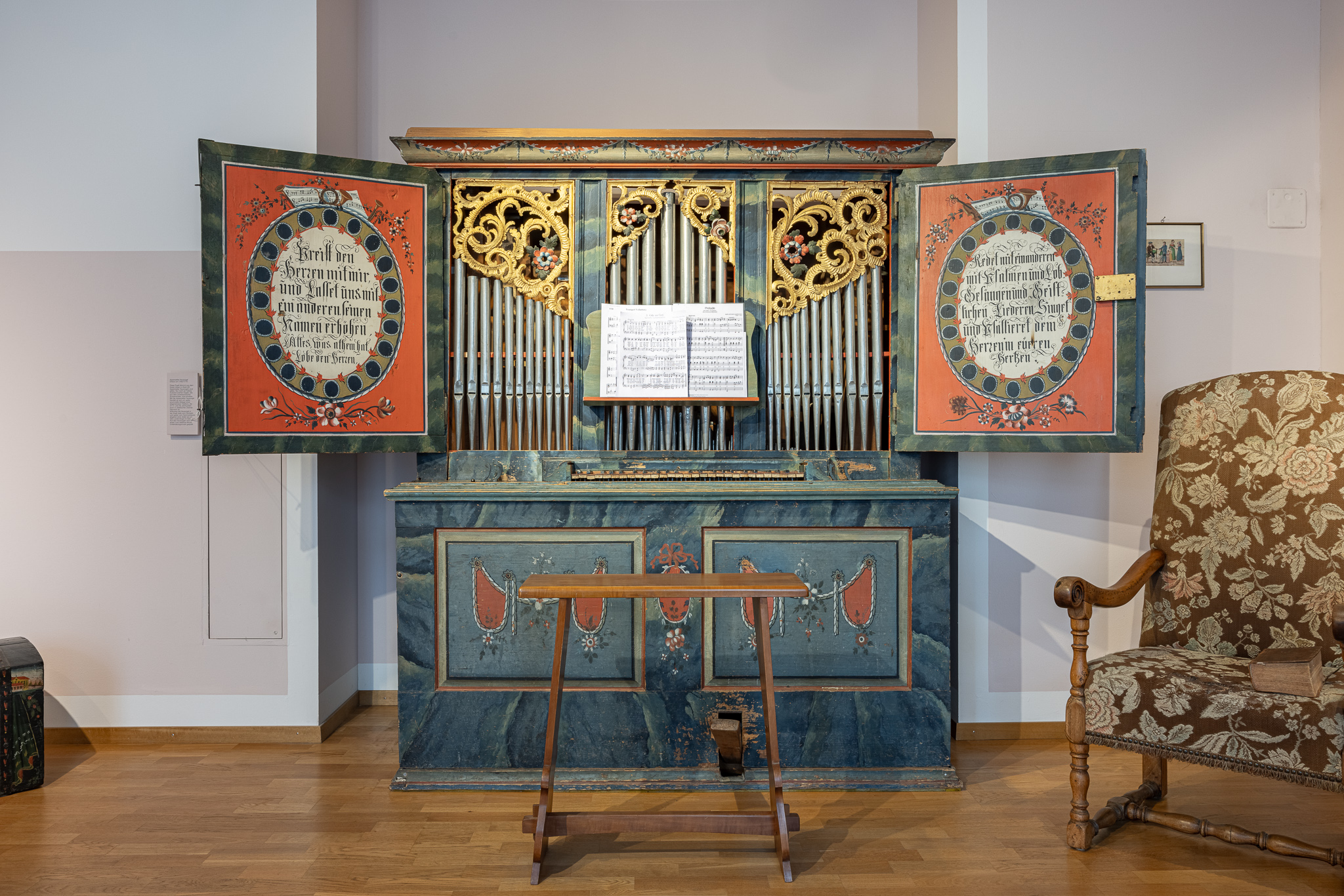
L'organo da casa del museo

Il museo ha una superficie espositiva di circa 450 m² e include una serie di oggetti su storia del comune, e una collezione di animali. È anche presente una collezione etnologica e una sezione dedicata al caricaturista Carl Böckli detto Bö, redattore della rivista satirica Nebelspalter morto a Heiden nel 1970.
La collezione storica contiene reperti e informazioni sull'incendio del 1838 che distrusse gran parte del paese e la successiva notorietà di Heiden come luogo per la cura del siero di latte. È presente inoltre una collezione di armadi, cassapanche e orologi, nonché un organo da casa funzionante risalente agli anni 1780. La sezione di storia naturale contiene una serie di animali della Svizzera e di altri continenti.
La collezione etnologica, donata da Emanuel Traugott Zimmermann, console svizzero a Batavia dal 1873 al 1910, contiene una serie di oggetti di uso quotidiano, di culto e per la caccia dei nativi indonesiani, nonché una collezione di animali esotici. Infine, la sezione dedicata a Carl Böckli espone alcuni originali delle sue caricature e vignette.